# ژان-میشل لارکه
ژان-میشل لارکه (فرانسوی: Jean-Michel Larqué‎؛ زادهٔ ۸ سپتامبر ۱۹۴۷) بازیکن و مربی فوتبال اهل فرانسه است.
از باشگاه‌هایی که در آن بازی کرده‌است می‌توان به باشگاه فوتبال سن-اتین و باشگاه فوتبال پاری سن ژرمن اشاره کرد.
وی همچنین در تیم ملی فوتبال فرانسه بازی کرده‌است.